# Aeroflot-Flug 3012
Am 31. Dezember 1970 verunglückte eine Iljuschin Il-18 auf dem innersowjetischen Linienflug Aeroflot-Flug 3012 von Leningrad nach Jerewan beim Start, wobei 6 der 86 Personen an Bord ihr Leben verloren.

## Flugzeug und Insassen
Das Flugzeug war eine ca. 9 Jahre alte Iljuschin Il-18W (Luftfahrzeugkennzeichen: CCCP-75773, Werknummer:182004505), die mit 4 Triebwerken des Typs Iwtschenko AI-20 ausgestattet war und seit dem 24. Dezember 1961 bis zum Unfall 4.249 Flugzyklen absolviert hatte.
Die Cockpitbesatzung bestand aus Flugkapitän Lewon Christoforowitsch Barikjan, dem Ersten Offizier Suren Tigranowitsch Chdawerdjan, dem Flugingenieur Genrich Artaschesowitsch Tarwerdjan, dem Navigator Iwan Wasiljewitsch Fatejew und dem Funker Oganes Tatewosowitsch Unanjan.
Die zuständigen Flugbegleiter waren Ljusja Zolanowna Wartanjan, Sogomon Ambarzumowitsch Petrosjan und Waleri Grigorjewitsch Predin.
Darüber hinaus flog T.T. Nikogosjan, ein armenischer Polizist, als Passagier mit.

## Verlauf
Um 16:33:05 Uhr erhielten die Piloten noch während der Vorbereitungen die Freigabe zur Startbahn zu rollen und erbaten bereits um 16:34:15 Uhr die Startfreigabe. Daraufhin hob die Il-18 ungewöhnlich steil ab und begann von der einen Seite zur anderen zu rollen. Während sie auf den ersten 2500 m Flugstrecke eine Höhe von 30–50 m hielt. Danach kippte sie nach rechts und verlor an Höhe, während die Geschwindigkeit von 250 auf 200 km/h sank, bis sie nach weiteren 2.800 m um 16:37 Uhr mit dem Heck ein verschneites Feld streifte. Die Il-18, deren Anstellwinkel an den Tragflächen kritisch verblieb (Strömungsabriss), schlug daraufhin mit dem Cockpit auf und schlitterte zusätzliche 210 m. Während die gesamte Cockpitbesatzung und der Polizist Nikogosjan starben, überlebten die 3 Flugbegleiterinnen und 23 Passagiere das Unglück mit Verletzungen. Die übrigen Passagiere blieben unverletzt.

## Ursache
Die Ermittler befanden, dass die 70 Sekunden zwischen der Rollfreigabe und der Anfrage zum Start den Piloten nicht genug Zeit gaben, ihr Flugzeug richtig zu konfigurieren. So waren die Verriegelung für das Seitenruder und die Zündung für die Triebwerke immer noch aktiviert. Auf der anderen Seite waren der Radarhöhenmesser, die Stromversorgung zum Flugschreiber und die Triebwerksenteisung ausgeschaltet. Der Hebel für die Landeklappen wurde in eingefahrener Position gefunden, was das Hin- und Herschwanken der Il-18 begründete. Durch die fehlende Triebwerksenteisung stand den Piloten zusätzlich weniger Schub zur Verfügung.
Die hastigen Vorbereitungen wurden darauf zurückgeführt, dass die Piloten noch vor Jahreswechsel bei ihren Familien ankommen wollten.